# 间氯苯基哌嗪
间氯苯基哌嗪（英语缩写mCPP）是一种苯基哌嗪类精神活性药物。它最初于1970年代末开发并用于科学研究，然后在2000年代中期作为设计师药物出售。该药物被发现存在于多种物质里，包括在新西兰被吹捧为非法兴奋剂的合法替代品药丸以及在欧洲和美国作为“摇头丸”出售的药丸。
尽管间氯苯基哌嗪在广告中被宣传为一种娱乐物质，但实际上人们普遍认为吸食间氯苯基哌嗪是一种不愉快的体验，吸毒者并不想要这种体验。它缺乏任何强化作用，但具有精神兴奋、引发焦虑和致幻作用。它会对啮齿动物和人类产生烦躁、抑郁和焦虑作用，并可能在易感个体中引起惊恐发作。它还会加剧患有这种疾病的人的强迫症状。
间氯苯基哌嗪已知会引起头痛，并已用于测试潜在的抗偏头痛药物。它具有有效的厌食作用，并促进了选择性5-HT2C受体激动剂的开发，用于治疗肥胖症。